# دامفلوس
دامفلوس (به آلمانی: Damflos) یک شهر در آلمان است که در تریر-زاربورگ واقع شده‌است. دامفلوس ۶۶۴ نفر جمعیت دارد.